# 东南路道
东南路道，清朝末年设置的道，属于吉林省。
宣统元年（1909年）四月置东南路兵备道，治所在珲春厅（今吉林省珲春市）。南起延吉，东北到绥芬河，辖绥芬府、延吉府、东宁厅、珲春厅、敦化县、穆棱县、额穆县、汪清县、和龙县等。八月称分巡吉林东南路兵备道，后改驻延吉，民国改为延吉道。